# Estação Gato Negro
A Estação Gato Negro é uma das estações do Metrô de Caracas, situada no município de Libertador, entre a Estação Plaza Sucre e a Estação Agua Salud. Administrada pela C. A. Metro de Caracas, faz parte da Linha 1.
Foi inaugurada em 2 de janeiro de 1983. Localiza-se no cruzamento da Avenida Sucre com a Rua El Carlbe. Atende a paróquia de Sucre.